# Bremerhavener Heerstraße
Die Bremerhavener Heerstraße ist eine historische Straße in Bremen im Stadtteil Burglesum, Ortsteil Burgdamm. Sie führt in Nord-Süd-Richtung von der Landesgrenze bis zur Stadt London genannten Kreuzung mit Hindenburgstraße und Stader Landstraße. Der Straßenzug wird als Bremer Heerstraße fortgesetzt. Westlich der Straße verläuft ein tiefer Geländeeinschnitt, durch den der Geestbach Ihle fließt. Die Bremerhavener Heerstraße schließt im Norden an die niedersächsische Landesstraße 135 an, die nach kurzer Strecke in Ritterhude, Ortsteil Ihlpohl mit A 270, Bundesstraße 74 und der Anschlussstelle der A 27 das Ihlpohler Straßenkreuz (früher Ihlpohler Kreisel) bildet.
Die Querstraßen wurden u. a. benannt als Tannenhügel wie auch die niedersächsische Verlängerung der Straße, Burgdammer Ring nach dem Ortsteil, Burgdammer Postweg nach einer alten Postroute, Beckersweide nach dem Bauern und Fuhrmann Becker, Kellerstraße nach Gerhard auf dem Keller, Burgdammer-Straße nach dem Ortsteil, Hindenburgstraße nach Paul von Hindenburg; am Klostermühlenweg stand die obere Wassermühle des Klosters Lilienthal, das von 1234 bis 1262 seinen Standort in Lesum hatte und nach dem Rückumzug nach Lilienthal hier weiterhin Ländereien bewirtschaftete; ansonsten siehe beim Link zu den Straßen.

## Geschichte

### Name
Die Bremerhavener Heerstraße wurde nach der Seestadt Bremerhaven benannt, zu der sie führt. Nach der Bildung der Gemeinde Lesum erhielten die Bremer Heerstraße und die Bremerhavener Heerstraße 1939 ihre Namen anstelle der Bezeichnung Reichsstraße 6. Zuvor hieß die Straße u. a. Bahnhofstraße. In Bremen und Umzu  wurden viele Heerstraßen nach 1800 gebaut oder Chausseen als Heerstraßen benannt (siehe Bremer Straßen).

### Entwicklung
Burgdamm (Borchdamm upen damm) war der 1388 gebaute Damm nördlich der Lesum, der vom Geestrand durch das Niederungsgebiet bis zur Lesumbrücke führte. Die zuvor preußische Siedlung hatte 1821 nur 61 Einwohner, wurde 1860 eine Gemeinde, 1936 in die Gemeinde Lesum und 1939 dadurch in die Stadt Bremen eingegliedert.
Zwischen der Autobahn A 27 und der westlichen Bremerhavener Heerstraße liegt ein vorwiegend durch ältere Bebauung geprägtes Gebiet, das 1905 1.560 Einwohner hatte.

### Verkehr
Die Bremer- und Bremerhavener Heerstraße waren ab 1936 Teil der Reichsstraße 6 bzw. Bundesstraße 6. Sie  waren lange Zeit die dominierenden Straßen, die von Norden nach Bremen hineinführten.   Durch die Autobahn A 27 (auch Blocklandautobahn genannt) wurde sie in den 1970er Jahren als Bundesstraße ersetzt. Die Straßen sind derzeit im LKW-Führungsnetz als „für den Lkw-Verkehr empfohlene Hauptverkehrsstraßen“ gekennzeichnet.
Im Nahverkehr in Bremen verkehrt auf der Bremerhavener Heerstraßedie die Buslinien 90 (Gröpelingen – Neuenkirchen) und 92 (Gröpelingen–Blumenthal).
In das Umland fahren die Buslinien 660 (Bremen Hbf – Bremen – Burg – Garlstedt – Hagen im Bremischen) 680 (Bremen – Gröpelingen – Bremen-Burg – Ritterhude – Osterholz-Scharmbeck – Hambergen – Vollersode).

## Gebäude und Anlagen
An der Straße befinden sich ein- bis viergeschossige Gebäude, die zumeist Wohnhäuser sind und im zentralen Bereich Geschäftshäuser.
Erwähnenswerte Gebäude und Anlagen
- Ecke Hindenburgstraße: 2-gesch. Gebäude der Volksbank Bremen-Nord
- Nr. 5: 2-gesch. Geschäfts- und Wohnhaus von um 1930 mit Ziegelfassade
- Nr. 7: 3-gesch. Neubau
- Nr. 9: 2-gesch. Geschäfts- und Wohnhaus mit der Burgdammer Apotheke
- Nr. 14: 4-gesch. Geschäfts- und Wohnhaus
- Nr. 24: 3-gesch. Giebelhäuser als Geschäfts- und Wohnhaus mit der Heidberg-Apotheke
- Nr. 30: 2-gesch. Gebäude des Arbeiter-Samariter-Bund (ASB) als Ambulanter Pflege Pflegedienst Nord

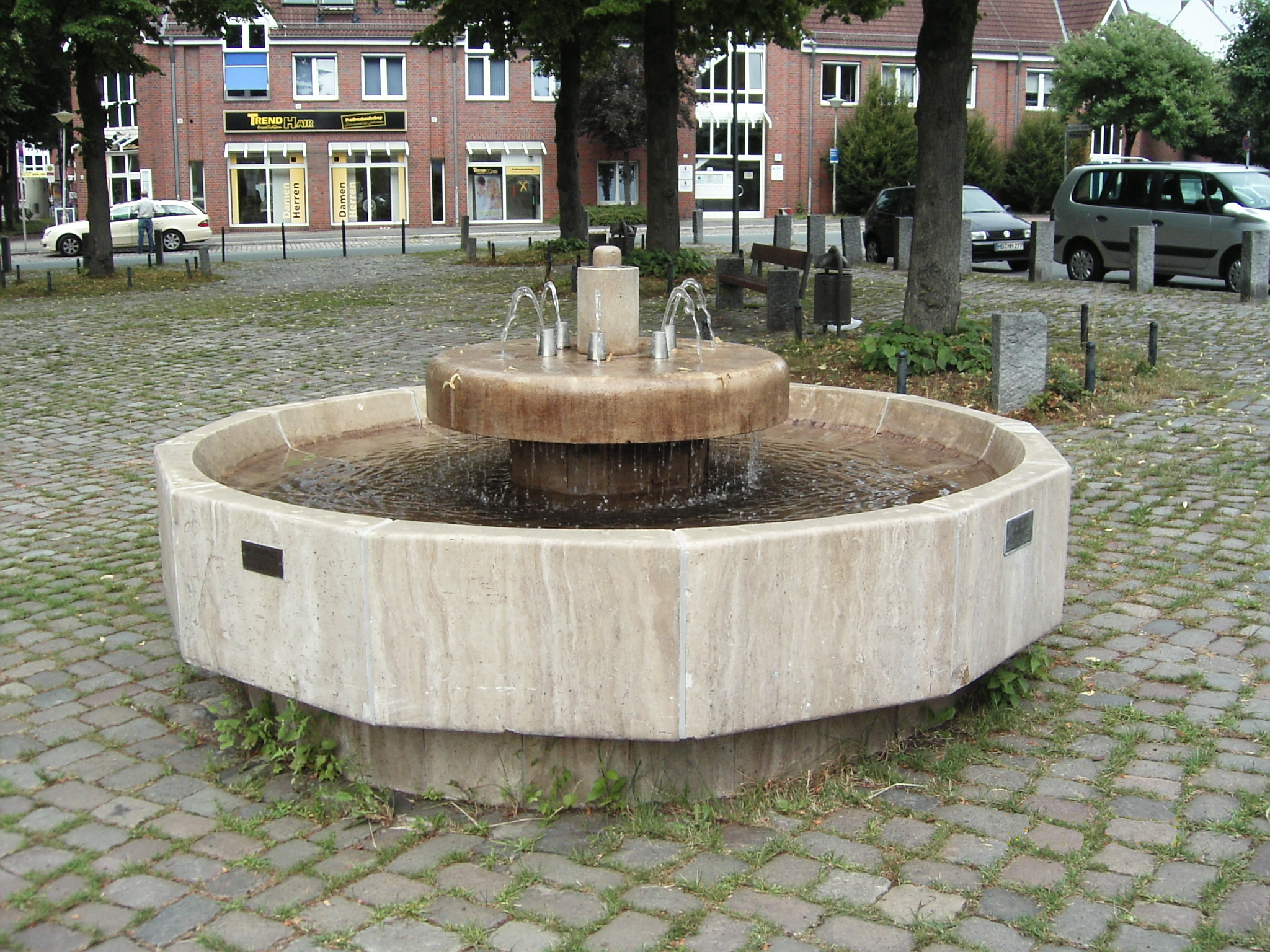

- Goldbergplatz als Wochenmarkt

### Denkmale und Gedenktafeln
- Brunnen auf dem Goldbergplatz von 1982 aus Travertin nach einem Entwurf von Heinz Lilienthal
- Stolpersteine für die Opfer des Nationalsozialismus gemäß der Liste der Stolpersteine in Bremen:
  - Nr. 18: für den Arzt Dr. Adolph Goldberg (1860–1938) und Martha Goldberg (1873–1938), die beide bei den Novemberpogromen vom 7. bis 13. November 1938 ermordet wurden.

### Goldbergplatz
Der zentrale Goldbergplatz (Lage) wurde benannt nach dem jüdischen Ehepaar Adolph Goldberg  und Martha Goldberg, beide Opfer der Novemberpogrome von  1938. Der dreieckige Platz mit einem Restaurant und der Bushaltestelle (Linien 90, 92, 660) dient auch dem Wochenmarkt.